# Макс Гриви
Максвел Гриви је измишљени лик кога је тумачио Џорџ Зундза у НБЦ-овој дугогодишњој полицијско-процедуралној правној драми Ред и закон. После Зундзиног одласка из главне поставе на крају прве сезоне, Гриви је отписан из серије тако што је погинуо на почетку друге сезоне.

## У серији
Гриви је детектив Одељења за убиства 27. детективске испоставе на Менхетну. Каријеру је започео шездесетих година, а ортак му је био Дон Крејген (Ден Флорек). На почетку серије, он је унапређен у наредника и добио је новог ортака Мајка Логана (Крис Нот), а Крејген им је постао капетан. Јако је близак са Логаном, иако има овлашћења над њим, и саветује га, а Логан увек има у њега поверења. 
Гриви је у срећном браку са супругом Мариса којом има троје деце. Као конзервативизни ирски католик, он се понекад сажаљева на људе, чак и жртве убиства, чији се начин живота сукобљавао са његовим уверењима. На пример, због свог противљења побачају, није му било пријатно док је истраживао бомбардовање клинике за планирање породице што је изазвало мало трења између њега и Логана који је више опредељен за решење по избору. Међутим, њему изгледа не смета прељуба, рекавши: "Не осуђуј. Шта знаш које бриге друге муче", иако он своју супругу није никад преварио.
Гриви такође гаји отворено неповерење према лекарима, што је почело од кад му је један лекар грешком дијагностиковао да има тумор на мозгу.Када је потражио друго мишљење, он је открио да је то само хематом па се убрзо опоравио.
Гриви носи Смит и Весон Модел 36 на дужности. Неколико пута током серије га је потезао, али никад није пуцао.
Гривијев ортак пре логана је убијен на дужности на семафору.

## Одлазак
Џунџа се разочарао када је схватио да ће Ред и закон бити серија о сваком лику подједнако, а не о његовом као главном. Иако се постави свидео његов начин тумачења Гривија, колегама је јако тешко било са Џунџом који се много секирао због путовања у Њујорк из Лос Анђелеса где је живео. Џунџа је дао отказ после једне сезоне и последњи пут се појавио у епизоди "Плави зид". У уводу прве епизоде друге сезоне "Признање", Гривија (кога је тумачио непотписани дублер) је убио плаћеник који је радио за злочиначки синдикат који је он истраживао. Наследио га је наредник Фил Серета (Пол Сорвино).
Грири је први детектив у франшизи Ред и закон који је погинуо на дужности.
Заједно са Нином Кесиди (Милена Говић), он је други по реду детектив у серији који је најкраће служио после Ника Фалка (Мајкл Империоли).

## Веза са серијомРед и закон: Одељење за специјалне жртве
Гриви је поменут 2001. године у једној епизоди серије Ред и закон: Одељење за специјалне жртве. Пре смрти, Гриви и Крејген су радили на случају убиства студенткиње Џенифер Талмaџ и нестанка њеног тек рођеног сина Стивена. Он је схватио случај јако озбиљно па је радио на њему и ван посла. После Гривијеве смрти, Крејген је преузео случај и остао у вези са њеним родитељима. У тој епизоди, Крејген, који је сада шеф одељења за специјалне жртве, је пронашао Стивена Талмaџа док је истраживао мићење у једној агенцији за усвајање. Крејген и његови детективи су касније утврдили да је супруга Стивеновог оца убила Џенифер Талмaџ и дала њега на усвајање агенцији за усвајање. На крају је Стивенов отац добио старатељство над њим.